# Sigillina mjobergi
Sigillina mjobergi är en sjöpungsart som beskrevs av Hartmeyer 1919. Sigillina mjobergi ingår i släktet Sigillina och familjen Holozoidae. Inga underarter finns listade i Catalogue of Life.